# Ласберг
Ласберг (нем. Lasberg) — ярмарочная коммуна (Marktgemeinde) в Австрии, в федеральной земле Верхняя Австрия.
Входит в состав округа Фрайштадт. Население составляет 2852 человека (на 31 декабря 2005 года). Занимает площадь 44 км². Официальный код — 40609.

## Политическая ситуация
Бургомистр коммуны — Йозеф Брандстеттер (АНП) по результатам выборов 2003 года.
Совет представителей коммуны (нем. Gemeinderat) состоит из 25 мест.
- АНП занимает 16 мест.
- СДПА занимает 8 мест.
- АПС занимает 1 место.